# غييرمو غوروستيثا
غييرمو غوروستيثا باريديس (بالإسبانية: Guillermo Gorostiza)‏ (15 فبراير 1909 – 23 أغسطس 1966) لاعب كرة قدم إسباني راحل كان يجيد اللعب في خط الهجوم .
لعب طوال مسيرته الرياضية في أندية أريناس (1927-1928) راسينغ فيرول (1928-1929) أتلتيك بيلباو (1929-1940) فالنسيا (1940-1946) باراكالدو (1946-1948) لوغرونيس (1948-19349) يوفينسيا دي تروبيا (1949-1951).
مثل منتخب إسبانيا في 19 مباراة مسجلا هدفين (1930-1941). شارك مع منتخب إسبانيا في بطولة كأس العالم 1934 في إيطاليا حيث خرج من الدور الربع النهائي.
اشتهر بكونه أكثر اللاعبين تسجيلا في شباك نادي برشلونة بأربعة وعشرين هدفا، ولا يزال يحمل هذا الرقم القياسي.

## وصلات خارجية
- غييرمو غوروستيثا على موقع IMDb (الإنجليزية)
- غييرمو غوروستيثا على موقع قاعدة بيانات الفيلم (الإنجليزية)
- غييرمو غوروستيثا على موقع الاتحاد الدولي (مؤرشف)  (الإنجليزية)
- غييرمو غوروستيثا على موقع قاعدة بيانات كرة القدم.إي يو (الإنجليزية)
- غييرمو غوروستيثا على موقع ناشيونال فوتبول تيمز (الإنجليزية)

- هذا سيرة ذاتية